# Gott ist ein Popstar
Gott ist ein Popstar ist ein Lied der deutschen Neuen-Deutschen-Härte-Band Oomph!, das international auch in seiner englischsprachigen Version God Is a Popstar bekannt wurde. Das Stück ist die erste Singleauskopplung aus ihrem neunten Studioalbum GlaubeLiebeTod.

## Entstehung und Artwork
Aufgenommen, eingespielt, geschrieben und produziert wurde das Lied gemeinsam von den drei Oomph!-Mitgliedern Andreas Crap, Robert Flux und Dero Goi. Bei der Tonaufnahme wurde die Band vom schwedischen Produzenten Daniel Gibson unterstützt. Die Abmischung und das Engineering wurden eigens durch Flux getätigt. Beide Tätigkeiten erfolgten im Nagelstudio. Gemastert wurde das Stück von La Source Mastering, unter der Leitung des Studio-Besitzers Jean-Pierre Chalbos und seinem Assistenten Jean-Sébastien Dupuis. Gott ist ein Popstar wurde unter dem Musiklabel Gun Records veröffentlicht, durch den Hanseatic Musikverlag verlegt und durch Sony BMG Music Entertainment und Warner/Chappell vertrieben.
Auf dem Frontcover der Single ist – neben Künstlernamen und Liedtitel – der Sensenmann mit ausgebreiteten Armen und einer Sense in seiner linken Hand, inmitten einer Schafherde, zu sehen. In den gewittrigen Wolken über ihm ist ein “X” zu erkennen. Das Coverbild wurde durch Bernd Wondollek geschossen; im Inneren der CD befindet sich ein Bandporträt, welches von Ralf Strathmann geschossen wurde. Das Artwork und Design stammt vom in Bremen ansässigen Verlag Fuego und entstand unter der Leitung des Inhabers Friedel Muders.

## Veröffentlichung und Promotion
Die Erstveröffentlichung von Gott ist ein Popstar erfolgte am 24. Februar 2006 in Deutschland, Österreich und der Schweiz. Sie erschien zeitgleich als 2-Track-Single und limitierte Premium-Single. Auf der 2-Track-Single befinden sich lediglich die A-Seite Gott ist ein Popstar und die B-Seite Ich will deine Seele. Auf der Maxi-Single befinden sich insgesamt fünf Aufnahmen. Neben der Radioversion zu Gott ist ein Popstar, findet sich ein sogenannter „Transporterraum Mix“ auf der Premiumversion. Darüber hinaus beinhaltet die Premium-Single die B-Seiten Fragment, Ich will deine Seele und Weisst du wie viel Sterne stehen. Die Titel Fragment und Weisst du wie viel Sterne stehen sind nicht auf dem Studioalbum GlaubeLiebeTod zu finden, weshalb sie als „Non-Album-Aufnahmen“ beworben wurden. Allerdings erschien am Ende des Jahres das Best-of-Album Delikatessen auf dem beide Lieder zu finden sind. Im Verlauf des Jahres erschienen diverse Promo-Tonträger, die sich alle durch die Auswahl und Anzahl der B-Seiten unterscheiden. Unter anderem finden sich verschiedene Remixversionen auf diesen wieder.
Für die B-Seite der übernächsten Singleveröffentlichung Die Schlinge nahmen Oomph! das Stück in englischer Sprache auf. Diese erschien erstmals am 28. Juli 2006. Erstmals auf einem Album von Oomph! erschien die englische Version auf der Kompilation Truth or Dare im Jahr 2010.
Remixversionen
- Gott ist ein Popstar (Beichtstuhl Remix)
- Gott ist ein Popstar (Principal Alternative Remix) (Remix von Jan Löchel und Vincent Sorg)
- Gott ist ein Popstar (Silverstar Remix) (Remix von Silverstar)
- Gott ist ein Popstar (Sunwater Dirty Mix) (Remix von Jan Löchel und Vincent Sorg)
- Gott ist ein Popstar (Transporterraum Mix) (Remix von Ben Lauber)
- Gott ist ein Popstar (Voltaxx Dogmatixx Dub Remixx) (Remix von Voltaxx)
- Gott ist ein Popstar (Voltaxx Dogmatixx Remixx) (Remix von Voltaxx)

## Hintergrund
Der Titel Gott ist ein Popstar sorgte für einen Aufschrei der Kirchen, Fernseh- und Radiostationen, die der Band und ihrem Werk unter anderem Gotteslästerung vorwarfen. Die Radiostation 1 Live lehnte das Stück mit der Begründung ab, dass sich das Stück nicht mit den Programmgrundsätzen vereinbare, die unter anderem eine Verletzung religiöser Gefühle untersagt.
Der Höhepunkt ereignete sich, als RTL Television die Band von der Echoverleihung 2006 ausgeladen hatte. Hintergrund sei laut RTL die Auseinandersetzungen um die Mohammed-Karikaturen und die daraus entstandene Debatte um die Grenzen von Kunst und Satire. Die Absage erfolgte seitens des RTL mit folgenden Worten an die Plattenfirma von Oomph!: „Im Kontext der aktuellen, internationalen religiösen Diskussionen und im Lichte einer allgemeinen Verantwortung sehen wir eine Aufführung des Songs Gott ist ein Popstar sehr skeptisch, ja als nicht zu verantworten“. Die Band selbst sagte dazu in einem Interview mit dem Online-Magazin whiskey-soda:

„Wir halten der Gesellschaft gerne den Spiegel vor, wenn wir damit Diskussionen und Nachdenken anregen. Und das hat uns wohl die Echoausladung eingebracht. Die Begründung, es könnten Gefühle der Zuschauer verletzt werden? Hah! Als ob RTL jemals in irgendeiner seiner Sendungen darauf geachtet hätte, nicht die Empfindungen der Zuschauer zu verletzten, das ist doch ein Witz. Auch RTL hat den Karikaturenstreit bis ins Letzte ausgereizt, und wie viele andere versucht, den Menschen im Mittleren Osten Vorwürfe zu machen, so genannte Zivilisation einzufordern und die Freiheit anzuerkennen. Im gleichen Moment werden wir als Band dann ausgeladen, weil wir die Freiheit haben, selbst zu denken und zu kritisieren. Das ist mehr als fragwürdig!“

Laut der Nachrichtenagentur ddp habe es angeblich sogar Morddrohungen von fundamentalistischen Christen gegeben.

## Inhalt
Der originale Liedtext von Gott ist ein Popstar ist in deutscher Sprache verfasst. Die Melodie wurde von allen drei Bandmitgliedern komponiert, während der Liedtext von Dero Goi verfasst wurde. Musikalisch bewegt sich das Lied im Bereich der Neuen Deutschen Härte. Das Tempo beträgt 123 Schläge pro Minute. Das Lied beginnt mit der ersten Strophe, auf die der Pre-Chorus und anschließend der eigentliche Refrain folgt. Der Refrain setzt sich aus zwei Paarreimen zusammen. Der gleiche Vorgang wiederholt sich mit der zweiten Strophe. Nach dem zweiten Refrain kommt ein Break, ehe der dritte und letzte Refrain folgt. Die erste Strophe besteht aus Teilen des Vaterunsers. Dieses wird von Dero und einem zwölfköpfigen Chor gesprochen. Die zweite Strophe besteht ebenfalls aus Teilen des Vaterunsers, jedoch nicht aus einer Eins-zu-eins-Adaption, sondern aus einer modifizierten Version. Dabei kommt es zu folgenden Änderungen:
- „Vater unser im Himmel,“ → „Vater unser im Himmel,“
- „geheiligt werde dein Name,“ → „geheiligt werde die Lüge,“
- „dein Reich komme,“ → „mein Fleisch verkomme,“
- „dein Wille geschehe,“ → „mein Wille geschehe“
- „wie im Himmel so auch auf Erden“ → „und den Himmel gib uns auf Erden“
- „und vergib’ uns unsere Schuld“ → „und vergib’ uns unsere Gier“
- „und führe uns nicht in Versuchung,“ → „und führe uns jetzt in Versuchung“
- „sondern erlöse uns von all dem Bösen.“ → „und dann erlöse uns von all dem Bösen.“

Gegenstand des Liedtextes ist der Medienhype um sogenannte „Popstars“ und der naive Glaube an kirchliche Dogmen. Laut der Agentur Radar wollen Oomph! mit Gott ist ein Popstar bewusst zu Diskussionen anregen, dabei aber die Grenzen unserer Kultur nicht verlassen. Der Nachrichtenagentur ddp gegenüber ließ die Band verlauten, dass sie mit dem Text „intelligente Kirchenkritik“ üben. Sie möchten zeigen, wie die christlichen Kirchen sich heute selbst medial vermarkten und vieles mehr Schein als Sein sei.
| „Gott ist ein Popstar! Und die Show geht los. Gott ist ein Popstar! Der Applaus ist groß. Gott ist ein Popstar! Ihm gehört die Welt. Gott ist ein Popstar! Bis der Vorhang fällt.“ – Gott ist ein Popstar, Originalauszug | “God is a popstar! And the show starts now. God is a popstar! Hear the screaming crowd. God is a popstar! Master of it all. God is a popstar! ’til the curtain falls.” – God Is a Popstar, Originalauszug |

## Musikvideo
Im Musikvideo zu Gott ist ein Popstar spielen Oomph! mit einigen religiösen Ereignissen. Während des Videos werden Gott und ein unbekannter Popstar durch einen Obdachlosen dargestellt. Das Video beginnt mit den drei Oomph!-Mitgliedern, die in Anzügen gekleidet mit ihrer Mercedes-Limousine in einer Gasse anhalten und einen Obdachlosen, dessen Gesicht äußerlich Gott gleicht, aufsammeln. Als sie bei dem Obdachlosen ankommen, liegt dieser schlafend auf dem Boden. Dero kniet sich vor ihn und hält seine Hand über ihn, aus der eine Kraft (mit blauen Strahlen dargestellt) ausgeht, die den Obdachlosen aufweckt und sich erheben lässt. Sie nehmen ihn mit in ein heruntergekommenes Gebäude. Zunächst befinden sie sich in einem Gang, an dessen Ende ein weißes Licht zu sehen ist, durch das sie gehen. In dem sich dahinter versteckten Raum wird der Obdachlose an einen Stuhl gefesselt, damit die Band ihn “umstylen” kann. Während und nach dem Umstyling sind immer wieder Szenen des umgestylten Obdachlosen, inmitten eines Fotoshootings, zu sehen. Bei diesem Fotoshooting wird der ehemalige Obdachlose wie ein „Popstar“ behandelt. Nach dem Shooting begibt er sich zu seinen Fans, um ihnen Autogramme zu geben. Von der einen auf die andere Szene sind alle Fans weg und der „Popstar“ steht alleine auf dem roten Teppich. Es folgt eine Szene, in der die Oomph!-Mitglieder mit ihm, in einem Boot, über ein Gewässer fahren. Das Video endet mit dem Popstar, der an der Stelle, wo er als Obdachloser aufgesammelt wurde, von einem Rettungsassistenten reanimiert wird. Als dieser sich wieder erhebt, sieht er vor sich Dero, der als Sensenmann gekleidet ist. Während des gesamten Videos sind immer wieder Szenen der Band zu sehen, die in dem heruntergekommenen Gebäude das Lied spielt, wobei der Obdachlose als Schlagzeuger fungiert. Des Weiteren ist Dero immer wieder als Sensenmann zu sehen. Die Gesamtlänge des Videos beträgt 4:04 Minuten. Regie führte – wie bei den vorangegangenen Musikvideos – erneut Joern Heitmann. Bis Februar 2025 zählte das Musikvideo über 3,2 Millionen Aufrufe auf der Videoplattform YouTube.

## Mitwirkende
| Liedproduktion - Jean-Pierre Chalbos: Mastering - Jean-Sébastien Dupuis: Mastering - Andreas Crap: Gitarre, Keyboard, Komponist, Musikproduzent, Tonmeister - Robert Flux: Abmischung, Gitarre, Komponist, Musikproduzent, Sampler, Tonmeister - Daniel Gibson: Tonmeister - Dero Goi: Gesang, Komponist, Liedtexter, Musikproduzent, Schlagzeug, Tonmeister - Vaterunser-Chor: Nadine Bachmann, Torsten Berg, Meike Döppner, Gunnar Heyms, Karsten Müller, Mika Musiol, Marcus Musiol, André Schilly, Janina Snatzke, Thorsten Stein, Nicole Weidner, Ralf Zürn Artwork (Cover) - Friedel Muders: Artwork, Design - Ralf Strathmann: Fotograf - Bernd Wondollek: Fotograf Unternehmen - Fuego: Artwork, Design (Cover) - Gun Records: Musiklabel - Hanseatic Musikverlag: Verlag - Katapult Filmproduktion: Filmproduzent (Musikvideo) - La Source Mastering: Mastering - Nagelstudio: Tonstudio - Sony BMG Music Entertainment: Vertrieb - Warner/Chappell: Vertrieb | Musikvideo - Thomas Bertram: Setbaubühne - Ingo Georgi: Creative Producer - Joern Heitmann: Regisseur - Alex Kiening: Ausführender Produzent - Linn Kohlmetz: Produktionsassistenz - Tilman Kolb: Produktionsassistenz - Holger Lehnau: Oberbeleuchter - Peter Maasz: Filmproduktionsleitung - Oliver Moron: 2. Kameraassistent - Sven Peters: Digital Film Compositor - Stefanie Probst: Ausstattungsassistent - Ben Ramson: Erste Filmaufnahmeleitung - Christian Schliebs: Casting Director - Sascha Werdehausen: 1. Kameraassistent - Bernd Wondollek: Kameramann |

## Rezensionen
Oliver Ding vom deutschsprachigen E-Zine Plattentests.de beschrieb Gott ist ein Popstar als kreuzdämliche Karikatur auf das Vaterunser und anderes religiöses Geplapper.
Michael Werneke von der deutschsprachigen Webpräsenz terrorverlag.com kommt zu folgendem Urteil: Thema sei die gute alte Religion, und mit welcher Blauäugigkeit ein Großteil der Menschen immer noch den Dogmen der Kirchen folge. Damit könne man in der schwarzen Szene keinen Blumentopf mehr hinter dem Kamin vor locken, doch für die VIVA-Generation würde es dennoch reichen, und die Tanzflächen der Clubs würden glühen. Der Text würde gekonnt mit eingängigen Riffs und einem Refrain vorgetragen, den man spätestens nach dem zweiten Durchlauf mehr als locker mitsingen könne. Das sei ideal für Shows und die kommenden Festivals. Gott ist ein Popstar könne locker vom Vorgänger stammen. Der Aufbau des Stücks, die Riffs und das gesamte Bild der Single sprechen eigentlich eher für eine weitere Auskopplung aus Wahrheit oder Pflicht als für einen Vorboten des neuen Werks. Während Werneke lieber zu den alten Stücken Krüppel oder Gekreuzigt greife, würden die neueren Fans den „Popstar“ ohne Frage wieder in die Charts katapultieren und damit genau das beweisen, was Dero mit seinem Text anklagt …

## Chartplatzierungen
Gott ist ein Popstar erreichte in Deutschland Rang zwölf der Singlecharts und konnte sich elf Wochen in den Charts platzieren. In Österreich erreichte die Single in zwölf Chartwochen mit Rang 14 seine höchste Chartnotierung und in der Schweiz in lediglich einer Chartwoche mit Rang 93 der Charts.
Oomph! erreichte hiermit zum achten Mal die deutschen Charts sowie zum vierten Mal in Österreich und zum dritten Mal in der Schweiz. Es ist nach Augen auf! und Brennende Liebe die dritte Single der Band, die sich gleichzeitig in allen D-A-CH-Staaten platzieren konnte.